# Gabriel Caignet (l’aîné et le jeune)
Pour les articles homonymes, voir Caignet.
Gabriel Caignet est le nom de deux frères, fils du chanteur et violiste Denis Caignet. Ils ont tous deux été musiciens de la Chambre sous Louis XIII et parfois ses successeurs, le premier comme violiste, le second comme luthiste. Cette homonymie fait qu’un certain nombre d’actes ne les différencient pas clairement, qui doivent donc être pris avec prudence.

## Gabriel l’aîné, le violiste

### Biographie

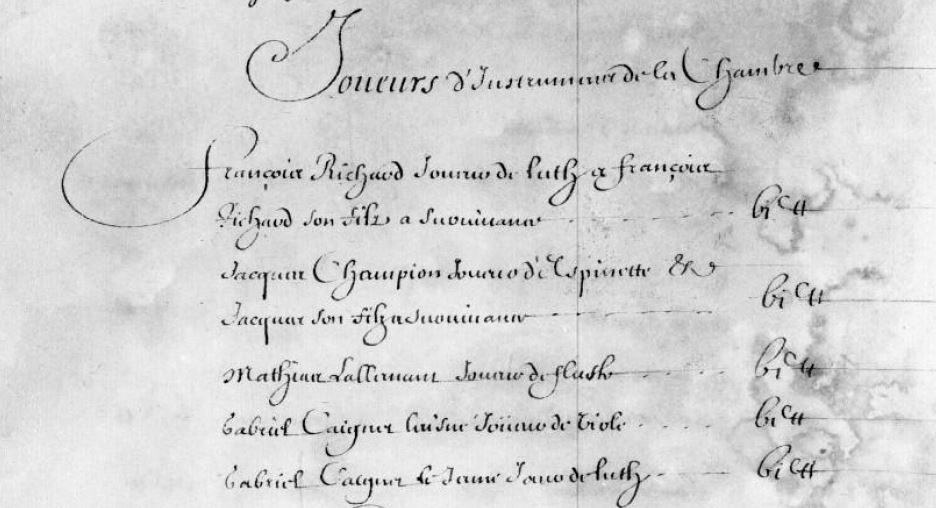
Extrait de l'état de la Maison de Louis XIII, janvier 1638, où les deux frères Gabriel Caignet l'aîné et le jeune voisinent (Paris BNF (Mss.) : Ms. Clairambault 814, p. 69).

Gabriel l’aîné a été joueur de viole ordinaire de la Chambre du roi dès 1635 (au plus tard), et démissionne du second semestre de sa charge envers Jean Boyer le 29 janvier 1636. Il est cité dans l’état de la Maison de Louis XIII au 1er janvier 1638, aux gages annuels de 600 lt, puis dans plusieurs états sous Mazarin. Sous Louis XIV, il est régulièrement cité entre 1664 et 1678, aux gages annuels de 600 lt ou de 450 par semestre. Mort à la fin de 1678 ou au début de 1679, il est remplacé par Marin Marais.
La charge de musicien ordinaire du roi a été doublée d’une autre charge de musicien de la reine mère Marie de Médicis, attestée en 1630 au moment de son mariage mais sur laquelle on n’a pas de précisions.
Deux registres de baptêmes de 1631-1632 révèlent que Gabriel était aussi valet de chambre du roi à cette époque. D’autres actes des années 1647-1561 le disent conseiller du roi.
Avant 1647, Gabriel l’aîné acquiert l’office de receveur des tailles et taillon de l’élection de Saint-Florentin (probablement Saint-Florentin (Yonne)), qu’il semble avoir gardé jusqu’à sa mort puisqu’il est encore cité comme le détenant en 1671.

### La famille de Gabriel l’aîné
Gabriel l’aîné se marie le 4 février 1630 avec Marguerite de Labarre, fille de feu Simon de Labarre chirurgien et « opérateur du fait de la pierre » et de Marie Jouillain. Sa mère Catherine d’Asnières et son frère Gabriel le jeune figurent parmi les témoins.
De cette union naissent de nombreux enfants dont on connaît les dates de baptême (tous à Saint-Eustache ou à Saint-Germain-l’Auxerrois : Denis le 7 novembre 1630, Simon le 6 janvier 1632, Marie le 5 novembre 1634, Madeleine le 17 décembre 1635, Gaspard le 28 décembre 1636, Simon le 24 août 1638 (enterré le lendemain), Marguerite le 6 février 1640, et Françoise, citée seulement en 1671. Bien sûr Gabriel l’aîné et sa femme Marguerite sont aussi parrain ou marraine de plusieurs enfants entre 1631 et 1647, à Saint-Eustache. Sa femme Marguerite meurt à une date inconnue et sa succession n’est pas encore réglée en 1671 entre Gabriel et ses enfants.
Gabriel l’aîné se remarie le 12 novembre 1651 avec Elisabeth Thirouin, veuve de François Juillin.
Le 24 mai 1650, il avait loué à Adrien Secousse, contrôleur des décimes, une partie d’une maison sise rue Notre-Dame des Victoires.
En 1630, il habitait rue Montmartre, en 1631 rue Saint-Honoré, en 1651 rue Montmartre paroisse Saint-Eustache, en 1671 rue Neuve Saint-Denis.

### Dans la littérature
Dans son roman Tous les matins du monde, Pascal Quignard le fait aller, sur ordre de Louis XIV, prier le violiste Jean de Sainte-Colombe de venir jouer à la cour. Mais ce musicien solitaire ne répondra pas au souhait du roi. La scène est reprise dans le film.

## Gabriel le jeune, le luthiste

### Biographie
En 1629, Gabriel le jeune emprunte 1800 lt à sa mère Catherine d’Asnières pour pouvoir acheter la charge de luthiste ordinaire du roi à René Saman. Le 6 septembre 1631, il constitue à sa mère une rente perpétuelle de 112 lt 10 s pour s’acquitter de cette dette. Il est encore luthiste du roi en 1638 ; il l’est encore en 1643-1644 puis il est remplacé à cette charge par Pierre II Chabanceau de La Barre en 1645. Gabriel promet d’abord à Chabanceau de lui fournir la démission de sa charge pour 8250 lt, la transaction se fait le 3 février au prix convenu.
En 1630, Gabriel le jeune est dit ordinaire de la musique de la reine au moment où il témoigne au mariage de son frère aîné.

### La famille de Gabriel le jeune
Gabriel le jeune habitait en 1631 rue Saint-Honoré paroisse Saint-Germain-l’Auxerrois, en 1645 rue Montmartre.
On ignore tout de la famille de Gabriel le jeune ; on ignore aussi pourquoi il a vendu sa charge en 1645.

## Acte à éclaircir
Le 28 août 1617, on voit Denis Caignet louer pour 6 ans une terre sise à Villepreux (Yvelines) à un boulanger, au nom de son fils Gabriel Caignet, « chapelain de la chapelle Saint-Vincent de Villepreux ». L’un des deux Gabriel a-t-il été clerc en son jeune âge ?